# Кідарити
 Увага: Не вказане значення "continent"
Кідарити — династія, яка керувала Бактрією та прилеглими до неї частинами Середньої та Південної Азії у IV та V століттях н. е. Кідарити належали до комплексу народів, спільно відомих в Індії як Хуна та / або в Європі як Сіоніти (від іранських імен Xwn / Xyon). Візантійський історик V століття Пріск називав їх Кідаритами-гунами, або «Гунами, які є кідаритами».